# Abbondanzio Pagani
Abbondanzio Pagani (Cislago, 1º giugno 1936 – Gerenzano, 18 luglio 2018) è stato un calciatore italiano, di ruolo ala.

## Carriera
Cresce nel settore giovanile della Pro Patria, con cui fa l'esordio in Serie C, nel campionato 1957-58, con la squadra bustocca alle prese con la ricostruzione basata sui giovani, dopo la doppia retrocessione dalla Serie A alla C. Si mette subito in evidenza come ala sinistra e nella prima stagione in 22 presenze va a bersaglio 6 volte. Si conferma l'annata seguente con 25 gare e sette reti. Fa ancora meglio nella stagione 1959-60, sotto la guida dell'allenatore Piero Magni, con 32 gare giocate e nove reti, prestazioni che contribuiscono al ritorno in Serie B, della Pro Patria. 
Nella prima stagione in serie cadetta ha una delle sue annate migliori con 34 presenze e 14 gol, formando la coppia d'attacco con Giampiero "Gipo" Calloni. 
Veste la maglia biancoblù fino al termine della stagione 1961-62, quando con la formazione bustocca sfiora il ritorno in Serie A, in un torneo che lo vede scendere in campo 30 volte, segnando nove reti. 
Chiude l'esperienza con i tigrotti dopo un totale di 143 presenze e 45 reti, passando al Brescia in Serie B.
Dal 1965 al 1967 ha disputato due campionati di Serie A con il Brescia, per complessive 19 presenze e 7 reti. Rilevante è in particolare l'annata 1965-1966, nella quale in soli 13 incontri disputati realizza 7 reti contribuendo all'ottimo nono posto finale delle rondinelle.
Ha inoltre totalizzato 163 presenze e 46 reti in Serie B con le maglie di Pro Patria, Brescia e Potenza, realizzando in due stagioni più di 10 reti in campionato e conquistando la promozione in A col Brescia nella stagione 1964-1965. Il 29 maggio 1966 ha giocato in prestito nelle file dell’Internazionale di Milano al “Torneo città di Torino” nella gara contro il Corinthians Paulista vinta dai brasiliani per 3 a 1.

## Palmarès

### Competizioni nazionali
- Campionato di Serie C Girone A: 1

Pro Patria: 1959-1960
- Campionato italiano di Serie B: 1

Brescia: 1964-1965

### Competizioni internazionali
- Coppa dell'Amicizia: 1

Brescia: 1967